# Psittacanthus truncatus
Psittacanthus truncatus är en tvåhjärtbladig växtart som beskrevs av J. Kuijt. Psittacanthus truncatus ingår i släktet Psittacanthus och familjen Loranthaceae. Inga underarter finns listade i Catalogue of Life.